# Rudolf Carel d'Ablaing van Giessenburg
Rudolf Carel d'Ablaing van Giessenburg (Amsterdam, 26 april 1826  – aldaar, 13 maart 1904) was een Nederlands uitgever en publicist.

## Levensloop
Behorende tot de adellijke familie  d'Ablaing, was Rudolf een natuurlijk kind, verwekt door Rudolf Carel d'Ablaing (1804-1881) bij zijn halfzuster, zelf een natuurlijk kind, Johanna Maria d'Ablaing. Hij droeg ook, voornamelijk als boekhandelaar en uitgever, de naam Rudolf Carel Meijer, familienaam die ook zijn moeder gebruikte. Vanaf 1861 noemde hij zich wel d'Ablaing van Giessenburg, nadat zijn moeder hem onder die naam had erkend. Dit gebeurde naar aanleiding van zijn huwelijk met het vrome katholieke meisje Josephina Maria Anthonia Luken, met wie hij vier zoons kreeg. Hij bleef wel R.C. Meijer als boekhandels- en uitgeversnaam voeren.
Na het lager onderwijs wilde d'Ablaing niet verder studeren en werd hij klerk, eerst op het kantoor van een kousenkoopman in Amsterdam en vervolgens in een Schots handelshuis in Batavia (1847-1850). Na zijn terugkeer in Amsterdam werd hij vennoot van de boekhandelaar en uitgever J. Stemvers. In 1853 vestigde hij zich als zelfstandig boekhandelaar en vanaf 1856 ook als uitgever. Door zijn specialisatie in de verkoop van Franse boeken bouwde hij een netwerk op van geestverwante relaties, in Brussel en Parijs, maar ook in Engeland en Duitsland. 
Binnen de vrijdenkersbeweging, waar hij zich bij aansloot, was hij de Nederlander met de meeste internationale contacten. Hij werd lid van de onafhankelijke vrijmetselaarsloge Post Nubila Lux (opgericht in 1849), en hij evolueerde van deïstisch naar materialistisch en atheïstisch. 
In 1855 richtte hij samen met F.C. Günst het tijdschrift De Dageraad op, en het jaar daarop stichtte hij onder dezelfde naam een vrijdenkersvereniging op, waarvan hij de eerste voorzitter werd. Hij was het weldra oneens met de inhoud van het tijdschrift De Dageraad, dat door zijn collega Günst in deïstische zin werd gehouden. Hij maakte zijn evolutie naar het atheïsme duidelijk, door in 1858 publiek ontslag te nemen uit de Waalse Gemeente, waarvan hij tot dan lid was gebleven. Enkele weken later nam hij ook ontslag uit de loge, omdat men er geen debat over godsdienst en politiek toeliet.
Hij begon het blad De Lichtstraal uit te geven, voor de gelijknamige Rotterdamse vereniging van G.W. van der Voo. Hij publiceerde ook enkele saint-simonistische werken in vertaling van A.J. Nieuwenhuis en Van der Voo. Verder publiceerde hij een verenigingsblad voor de leden van De Dageraad onder de titel Het Verbond der Vrije Gedachte en nog twee andere tijdschriften, De Regtbank des Onderzoeks en De Tijdgenoot op het gebied der Rede. Ze hielden het amper een jaartje vol. De onverkochte exemplaren bundelde hij onder de titel Een Bliksemschicht der XIXe Eeuw, en droeg ze op aan de mensheid en aan de nagedachtenis van Robert Owen.
Het jaar daarop begon hij zich te interesseren aan een handschrift dat in zijn bezit was gekomen. Het ging om Le Testament van de Franse dorpspastoor Jean Meslier (1664-1729). In de achttiende eeuw was dit werk onpubliceerbaar, gelet op de uiterst kritische visie die er in werd ontwikkeld over geloof, kerk en maatschappij. De toon ervan was atheïstisch, materialistisch en zelfs vroeg-communistisch. Van 1860 tot 1864 publiceerde d'Ablaing het Franse werk in drie delen. Pas in 1970 zou het een nieuwe uitgave kennen.
In 1860 werd hij bevriend met Multatuli en vanaf 1862 trad hij op als zijn uitgever en ook een tijdlang als zijn secretaris. De vriendschap bleef niet duren. Toen d'Ablaing sterk aandrong op kopij van Multatuli voor een van zijn noodlijdende tijdschriften, kwam het tot een breuk en vlogen de verwijten wederzijds in het rond.
De financiële verliezen maakten dat d'Ablaing zich in 1865 terugtrok uit het zakenleven. Ondertussen was hij weer vrijmetselaar geworden nadat de loge een vooruitstrevender koers was gaan varen en werd hij zelfs tot achtbare meester verkozen. Hij evolueerde wel enigszins wisselvallig. Het voorzitterschap van De Dageraad, dat hij nog steeds bekleedde, gaf hij op en hij nam zelfs ontslag uit de vereniging. Op hetzelfde moment nam hij ook weer ontslag uit de loge, hoewel dit maar tijdelijk bleek. Hij werd anderzijds, begin 1866 lid van een nieuwe liberale kiesvereniging Burgerpligt. Vanuit deze vereniging gaf hij in 1870 mede de aanzet tot  oprichting van de Amsterdamse radicaal-liberale Internationale en Voortdurende Vredebond, die, mede onder zijn impuls, zou evolueren tot de Algemeene Nederlandsche Vredebond (1871). 
In 1876 was het zieltogende De Dageraad (herdoopt in Het Vrij Onderzoek) aan het  samensmelten met de vereniging De Humaniteit. Een gemeenschappelijke vergadering werd belegd om de twintigste verjaardag van De Dageraad te herdenken, met d'Ablaing (nochtans geen lid) als feestredenaar over het thema 'scheiding van kerk en staat'. Hij werd weer actiever als vrijdenker, richtte in 1879 weer de vereniging De Dageraad op en gaf weer het gelijknamige tijdschrift uit. Van de vereniging was hij voorzitter en van het tijdschrift de hoofdredacteur.
In 1880 nam hij deel aan het internationale vrijdenkerscongres in Brussel en in 1881 aan het congres in Londen. Hij werd bestuurslid van de Internationale Federatie. Het vrijdenkerswereldje bleef niet simpel. In 1882 ontstonden meningsverschillen in De Dageraad over de wijze van toetreden van nieuwe leden. D'Ablaing werd met zijn zienswijze afgekeurd en hij nam ontslag. Met enkele getrouwen stichtte hij Recht door Zee, een maandschrift tot bespreking van zedelijke en maatschappelijke vraagstukken van een vrijzinnig standpunt, uitgegeven door R.C. Meijer (1882-1884). In dit blad verscheen een uitvoerig verslag van het internationaal vrijdenkerscongres dat in Amsterdam werd gehouden (30 augustus-2 september 1883).
In de daaropvolgende jaren beoefende d'Ablaing vergelijkende godsdienstwetenschap en werkte aan een grote geschiedenis van de godsdiensten die hij in zes delen zou uitgeven, maar het bleef bij een voorstudie, die in 1889 verscheen. 
D'Ablaing van Giessenburg speelde in de negentiende eeuw een rol als propagandist, animator en organisator ter bevordering van de vrije gedachte en van het atheïsme. Als uitgever gaf hij vaak verboden boeken of werken van vervolgde of 'aangebrande' schrijvers uit. Onder hen:
- Multatuli,
- Meslier, pionier van de internationale arbeidersbeweging,
- baron d'Holbach met Le Bon Sens, klassieke tekst van het achttiende-eeuwse materialisme, gebaseerd op het werk van Meslier.

D'Ablaing stond in contact met vooraanstaande auteurs zoals Charles Darwin, Robert Owen en Ernest Renan.

## Publicatie
- L'évolution des idées religieuses dans la Mésopotamie  et dans l'Egypte depuis 4400 jusqu'à 2000 avant notre ère., 1889.